# Маністі (Мічиган)
Маністі (англ. Manistee) — місто (англ. city) в США, в окрузі Меністі штату Мічиган. Населення — 6259 осіб (2020).

## Географія
Маністі розташоване за координатами 44°14′44″ пн. ш. 86°19′38″ зх. д. / 44.24556° пн. ш. 86.32722° зх. д. (44.245553, -86.327254).  За даними Бюро перепису населення США в 2010 році місто мало площу 11,56 км², з яких 8,51 км² — суходіл та 3,05 км² — водойми.

### Клімат
| Клімат : Маністі            | Клімат : Маністі | Клімат : Маністі | Клімат : Маністі | Клімат : Маністі | Клімат : Маністі | Клімат : Маністі | Клімат : Маністі | Клімат : Маністі | Клімат : Маністі | Клімат : Маністі | Клімат : Маністі | Клімат : Маністі | Клімат : Маністі |
| Показник                    | Січ.             | Лют.             | Бер.             | Квіт.            | Трав.            | Черв.            | Лип.             | Серп.            | Вер.             | Жовт.            | Лист.            | Груд.            | Рік              |
| Середній максимум, °C       | −1,1             | 0,6              | 5,6              | 12,8             | 19,4             | 24,4             | 27,2             | 25,6             | 21,7             | 15,6             | 7,8              | 1,1              | 13,4             |
| Середній мінімум, °C        | −8,3             | −7,8             | −3,9             | 1,1              | 6,7              | 11,7             | 14,4             | 14,4             | 10,6             | 5,6              | 0,6              | −5               | 3,4              |
| Норма опадів, мм            | 54               | 36               | 54               | 71               | 67               | 83               | 77               | 100              | 91               | 83               | 73               | 58               | 847              |
| --------------------------- | ---------------- | ---------------- | ---------------- | ---------------- | ---------------- | ---------------- | ---------------- | ---------------- | ---------------- | ---------------- | ---------------- | ---------------- | ---------------- |
| Джерело: U.S. Climate Data, |                  |                  |                  |                  |                  |                  |                  |                  |                  |                  |                  |                  |                  |

## Демографія
Згідно з переписом 2010 року, у місті мешкало 6226 осіб у 2816 домогосподарствах у складі 1614 родин. Густота населення становила 539 осіб/км².  Було 3599 помешкань (311/км²).
Расовий склад населення:
| - 91,5 % — білих - 3,8 % — корінних американців - 0,5 % — чорних або афроамериканців - 0,4 % — азіатів |

До двох чи більше рас належало 3,0 %. Частка іспаномовних становила 3,4 % від усіх жителів.
За віковим діапазоном населення розподілялося таким чином: 21,9 % — особи молодші 18 років, 60,1 % — особи у віці 18—64 років, 18,0 % — особи у віці 65 років та старші. Медіана віку мешканця становила 43,6 року. На 100 осіб жіночої статі у місті припадало 94,0 чоловіків;  на 100 жінок у віці від 18 років та старших — 90,9 чоловіків також старших 18 років.
Середній дохід на одне домашнє господарство  становив 49 431 долар США (медіана — 36 338), а середній дохід на одну сім'ю — 56 961 долар (медіана — 45 186). Медіана доходів становила 43 656 доларів для чоловіків та 29 722 долари для жінок. За межею бідності перебувало 19,0 % осіб, у тому числі 36,0 % дітей у віці до 18 років та 7,7 % осіб у віці 65 років та старших.
Цивільне працевлаштоване населення становило 2357 осіб. Основні галузі зайнятості: освіта, охорона здоров'я та соціальна допомога — 22,5 %, мистецтво, розваги та відпочинок — 15,0 %, роздрібна торгівля — 14,0 %.